# Jimbo (drag queen)
Jimbo, pseudonimo di James Insell (London, 10 novembre 1982), è un personaggio televisivo, costumista e drag queen canadese, noto per aver partecipato alla prima edizione di Canada's Drag Race, alla prima edizione di RuPaul's Drag Race: UK vs the World e per aver vinto l'ottava edizione di RuPaul's Drag Race All Stars.

## Biografia

### I primi anni
Originario di London (nella provincia canadese dell'Ontario), James Insell, suo fratello Jeff e le sorelle Samantha e Jennifer, sono nati da Mary Insell e James Peter Insell (1947-2018). 

Suo padre ha conseguito il dottorato di ricerca in microbiologia e immunologia presso l'Università dell'Ontario occidentale nel 1983. Rispettando la volontà del padre di perseguire un'istruzione orientata alla carriera, ha studiato biologia presso la stessa università; dopo la laurea, tuttavia, ha scelto di non perseguire un impiego nel settore e si è invece trasferito a Victoria, nella Columbia Britannica, dove ha iniziato a lavorare come costumista e scenografo.

### Inizio carriera
Insell ha lavorato prevalentemente nel teatro locale, tra cui produzioni di James e la pesca gigante, The Rocky Horror Show, e Ride The Cyclone, ma ha anche partecipato a diversi film per la televisione prodotti da Front Street Pictures per Hallmark Channel, e alla serie televisiva per bambini Pup Academy.
È apparso nel video musicale del singolo Open Heart del musicista di Victoria, Adrian Chalifour.
È anche apparso come drag mother del rapper bbno$ nel video musicale della sua canzone imma.

### Partecipazione aDrag Race

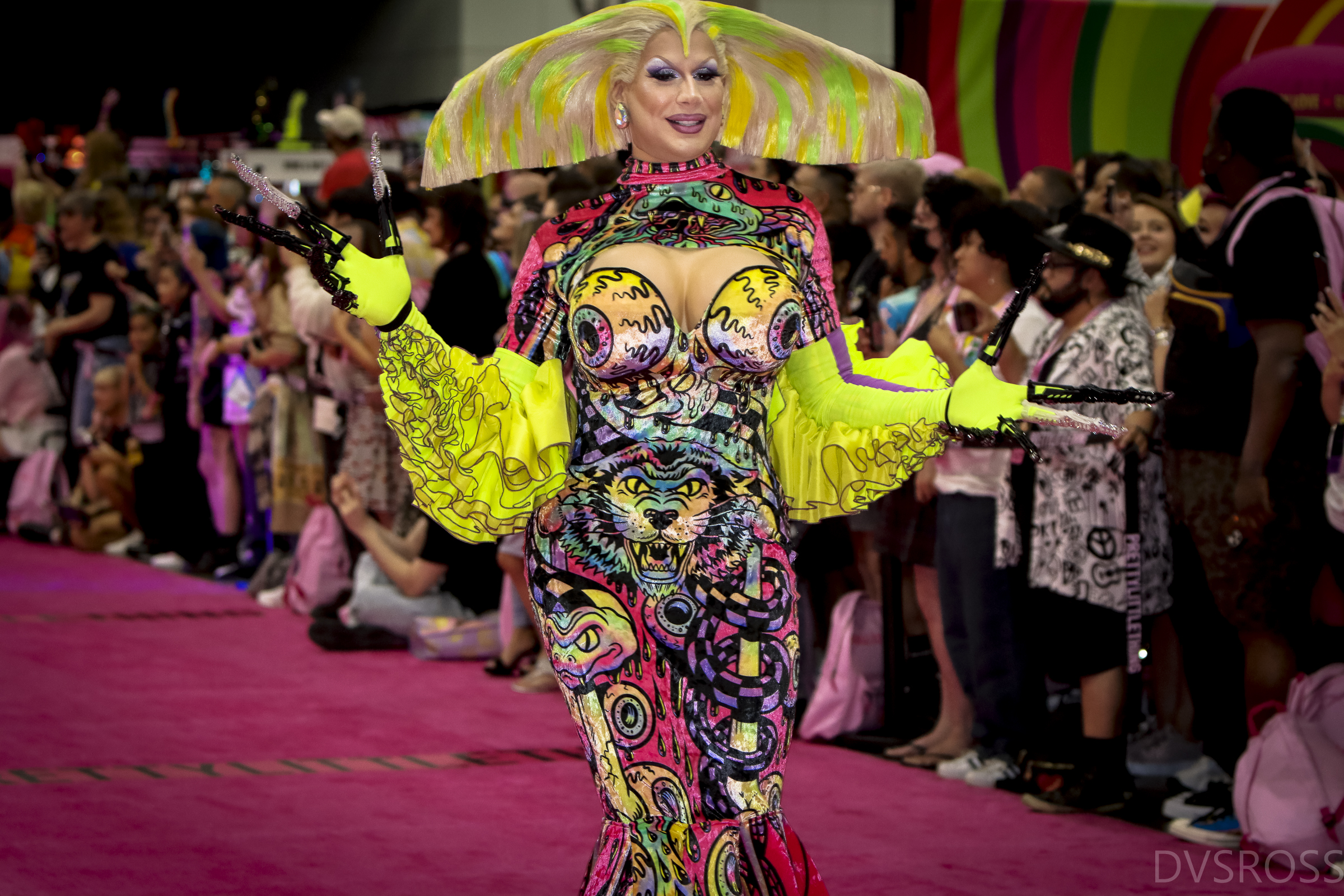
Jimbo al RuPaul's DragCon LA nel 2022

È apparso nella prima stagione di Canada's Drag Race nel 2020, diventando il beniamino dei fan e vincendo la sfida chiave dello Snatch Game per la sua interpretazione di Joan Rivers, ma è stato eliminato dalla competizione al quarto posto dietro alle finaliste Priyanka, Scarlett BoBo e Rita Baga.
Per l'edizione speciale online dello show annuale Drag Superstars di Fierté Montréal, che presentava tutte le reginette di Canada's Drag Race in performance video preregistrate, Jimbo si è esibito in una ricreazione in drag del successo dei The Buggles del 1979 "Video Killed the Radio Star".
Dopo Canada's Drag Race è stato in tour nel Regno Unito come parte dello show Klub Kids con Rock M Sakura ed Erika Klash, ed è stata l'unica regina della stagione a non apparire in nessuna data del tour Canada's Drag Race Live at the Drive-In; tuttavia, ha partecipato insieme a Priyanka, Scarlett Bobo e Rita Baga a una tavola rotonda online nell'ambito del festival Just for Laughs.
Durante la pandemia di COVID-19 in Canada, ha anche creato una linea di maschere per il viso attraverso il suo studio di design, con ogni acquisto abbinato alla donazione di una maschera gratuita a un senzatetto o a una persona a basso reddito, e ha lanciato una campagna su Kickstarter per finanziare la produzione di House of Jimbo, una serie comica e di varietà che spera di lanciare in futuro. Insell ha descritto House of Jimbo come "la struttura di uno spettacolo per bambini, ma fatto per gli adulti", paragonabile a Pee-wee's Playhouse o a The Hilarious House of Frightenstein, e lo spettacolo ha raggiunto il suo obiettivo su Kickstarter alla fine di ottobre 2020. Contemporaneamente la Riot Brewing Company di Chemainus ha presentato Jimbo, una birra artigianale al gusto di boysenberry i cui profitti andranno in parte a finanziare House of Jimbo.
Nel 2021 ha fatto ritorno nella seconda stagione di Canada's Drag Race, apparendo nel terzo episodio come l'assassino nella sfida di recitazione a tema film slasher "Screech". È tornato nella terza stagione di Canada's Drag Race nel 2022, apparendo come giudice ospite nell'episodio "Bitch Stole My Look".
Nel gennaio 2022 è stato annunciato come uno dei nove concorrenti della prima stagione di RuPaul's Drag Race: UK vs the World. Dopo aver vinto i primi due episodi della stagione, Jimbo è arrivato in fondo alla classifica nel terzo episodio ed è stato eliminato da Pangina Heals dopo che quest'ultima ha vinto un lipsync contro la concorrente olandese Janey Jacké su "We Like to Party! (The Vengabus)" dei Vengaboys. La precoce eliminazione di Jimbo è stata definita una delle più "controverse" nella storia del franchise.
Jimbo è tornato nel franchise di Drag Race per partecipare all'ottava stagione di RuPaul's Drag Race All Stars, nel 2023. Dopo aver vinto un record di quattro sfide nel corso della stagione, Jimbo è stato incoronato vincitore della stagione e ha guadagnato un premio in denaro di 200 000 dollari più 20 000 dollari per le quattro sfide vinte, per un totale di 220 000 dollari.
Dopo la messa in onda della stagione, Jimbo è stato annunciato come conduttore della sua serie WOW Presents Plus, It's my Special Show!, che ha debuttato il 7 agosto 2023. Nel novembre 2023, Jimbo ha firmato con le agenzie di talento WME e Producer Entertainment Group.

## Vita privata
James Insell è apertamente gay.
È sposato con Brady Taylor.

## Filmografia

### Televisione
| Anno | Titolo                                    | Ruolo     | Appunti                  |
| ---- | ----------------------------------------- | --------- | ------------------------ |
| 2020 | Canada's Drag Race (stagione 1)           | Se stessa | Concorrente (4º posto)   |
| 2021 | Canada's Drag Race (stagione 2)           | Se stessa | Ospite, episodio 3       |
| 2022 | RuPaul's Drag Race: UK vs the World       | Se stessa | Concorrente (7º posto)   |
| 2022 | Canada's Drag Race (stagione 3)           | Se stessa | Giudice ospite           |
| 2023 | RuPaul's Drag Race All Stars (stagione 8) | Se stessa | Concorrente (vincitrice) |
| 2023 | RuPaul's Drag Race: Untucked!             | Se stessa | Concorrente (vincitrice) |
| 2023 | GMA3: What You Need To Know               | Se stessa | Ospite                   |
| 2023 | Watch What Happens Live with Andy Cohen   | Se stessa | Ospite                   |
| 2023 | Good Morning America                      | Se stessa | Ospite                   |
| 2023 | RuPaul's Drag Race UK (stagione 5)        | Se stessa | Ospite speciale          |

### Video musicali
| Anno | Titolo           | Artista            | Rif.   |
| ---- | ---------------- | ------------------ | ------ |
| 2019 | "Open Heart"     | Adrian Chalifour   | [ 6 ]  |
| 2020 | "imma"           | bbno$              | [ 7 ]  |
| 2021 | "Bitch I'm Busy" | Priyanka           | [ 30 ] |
| 2022 | "Don't Call Me"  | Joseph Shepherd    | [ 31 ] |
| 2023 | "True Colors"    | Kylie Sonique Love | [ 32 ] |

### Serie web
| Anno | Titolo                           | Ruolo                     | Rif.   |
| ---- | -------------------------------- | ------------------------- | ------ |
| 2021 | Jimbo vs. Peas                   | Se stessa                 | [ 33 ] |
| 2022 | Bring Back My Girls              | Se stessa/Ospite          | [ 34 ] |
| 2023 | Meet the Queens                  | Se stessa/Ospite speciale | [ 35 ] |
| 2023 | EW News Flash                    | Se stessa/Ospite          | [ 36 ] |
| 2023 | BuzzFeed                         | Se stessa/Ospite          | [ 37 ] |
| 2023 | React to TikTok Trends by Allure | Se stessa/Ospite          | [ 38 ] |
| 2023 | It's my Special Show!            | Se stessa/Presentatrice   | [ 24 ] |
| 2023 | The Awardist                     | Se stessa/Ospite          | [ 39 ] |

## Discografia

### Singoli

#### Come artista principale
| Titolo         | Anno | Album   |
| -------------- | ---- | ------- |
| "Free & Horny" | 2020 | Singolo |
| "Angel"        | 2020 | Singolo |
| "Pumpkin Tits" | 2020 | Singolo |

#### Come artista ospite
| Titolo | Anno | Album                                |
| --- | ---- | ------------------------------------ |
| "Not Sorry Aboot It" (con il cast della 1ª stagione di Canada's Drag Race)                                     | 2020 | Singolo                              |
| "Money, Success, Fame, Glamour" (Disco version) (con il cast dell'8ª stagione di RuPaul's Drag Race All Stars) | 2023 | Singolo                              |
| "Joan! The Unauthorized Rusical" (con il cast dell'8ª stagione di RuPaul's Drag Race All Stars)                | 2023 | Joan! The Unauthorized Rusical       |
| "Trinity Ruins Christmas" (Trinity the Tuck feat. Jimbo)                                                       | 2023 | Trinity Ruins Christmas: The Musical |
| "Good Enough" (Trinity the Tuck feat. Jimbo)                                                                   | 2023 | Trinity Ruins Christmas: The Musical |